# Stammlager Neubrandenburg/Fünfeichen
Das Stammlager Neubrandenburg im heutigen Stadtgebietsteil Fünfeichen von Neubrandenburg wurde 1939 als Stammlager (Stalag) II A des Wehrkreises II (Stettin) als Internierungslager für Kriegsgefangene der deutschen Wehrmacht errichtet. Noch bis Ende April 1945 wurde es zu diesem Zwecke genutzt. Ungefähr jeder zehnte Häftling verstarb dort.
Nach dem Krieg wurde es von Juni 1945 bis Anfang 1949 im Rahmen einer Säuberungswelle von der sowjetischen Besatzungsmacht als NKWD-Speziallager Nr. 9 weitergenutzt. Die meisten der Inhaftierten waren Mitglieder oder kleinere Funktionsträger (wie Block- und Zellenleiter, Ortsgruppenleiter usw.) der NSDAP oder anderer NSDAP-Organisationen. Infolge von Denunziationen kamen dabei auch Unschuldige in Haft. Ungefähr jeder dritte Häftling überlebte die Strapazen nicht.

## Stammlager (Stalag) II A
Im Jahre 1938 erwarb die Wehrmacht von Olga Jürges, geb. Freiin von Maltzahn (1879–1963), das Gut Fünfeichen am südlichen Rand auf der Stadtfeldmark von Neubrandenburg. Danach wurde hier ein Truppenübungsplatz angelegt, das Gut aber zunächst weiter betrieben. Noch im selben Jahr begannen die Arbeiten zum Bau einer Kasernenanlage, in der während des Krieges ein Panzerausbildungstruppenteil stationiert wurde.

Auf dem Gelände des Truppenübungsplatzes nördlich des Gutes entstand nach Kriegsbeginn das erste Kriegsgefangenenlager im Wehrkreis II (daher die Bezeichnung A), in welchem ab dem 12. September 1939 die ersten polnischen Kriegsgefangenen eintrafen. Die größten Gruppen stellten die französischen, polnischen und sowjetischen Kriegsgefangenen.

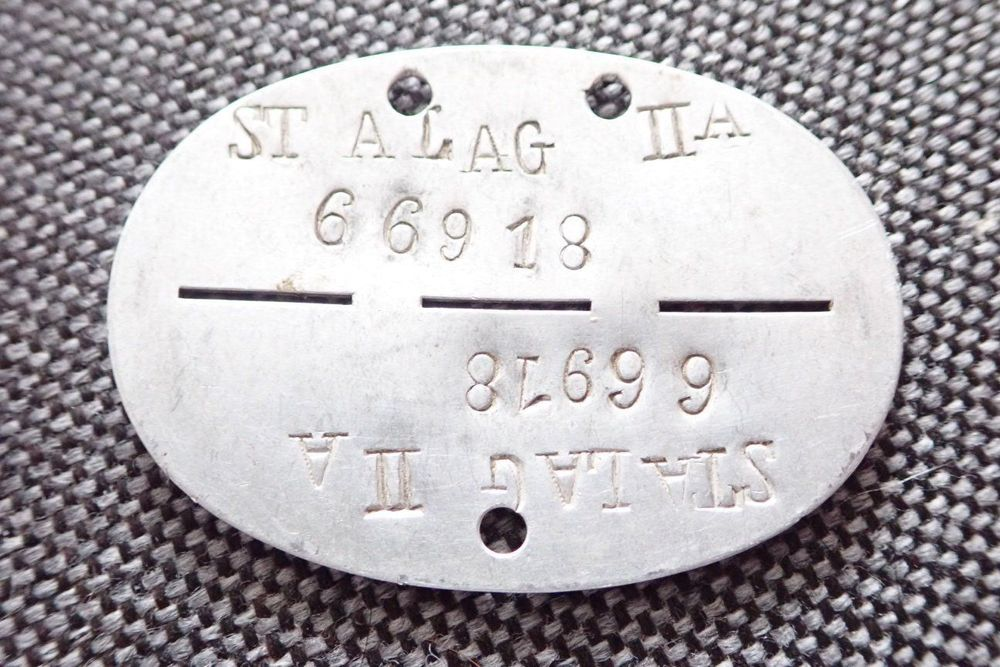
Die Erkennungsmarke eines überlebenden französischen Häftlings

Im Jahre 1941 erweiterte die Wehrmacht im Südteil das Lager, um sowjetische Kriegsgefangene aus den Kesselschlachten unterbringen zu können. Die ersten sowjetischen Gefangenen trafen im Stalag II A Neubrandenburg Ende September 1941 aus dem Stalag X D (310) Wietzendorf ein. Es folgten Transporte aus dem Stalag Chelm (319) und dem Stalag II G Groß Born (323). Bis Ende Oktober wurden ca. 15.000 gefangene Rotarmisten nach Neubrandenburg transportiert. Die meisten von ihnen waren in schlechter Verfassung und hatten Sommeruniformen an. Die Tagesration bestand 1941 aus etwa 200 g Brot und dünner Suppe ohne Fett und Fleisch. Nach der Ankunft wurde für jeden Kriegsgefangenen die Personalakte I mit persönlichen Daten angelegt. Auf der Rückseite vermerkte man außerdem Aufenthalte in Arbeitskommandos, Verlegung in andere Lager, Lazarettbehandlungen und Strafen. Jeder Kriegsgefangene erhielt eine Erkennungsmarke mit einer Registriernummer, die auf der Personalkarte ebenfalls notiert wurde. Nach dem Kriege wurden die Personalunterlagen der Gefangenen gemäß der Genfer Konvention in die Sowjetunion gebracht und lagern in Podolsk im Zentralarchiv des Verteidigungsministeriums der Russischen Föderation. Im Oktober 1941 führte die Gestapo Stettin nach dem Einsatzbefehl Nr. 9 vom 21. Juli 1941, der gegen „Juden, Partei- und Staatsfunktionäre, Politkommissare der Roten Armee und fanatische Kommunisten“ gerichtet war, Aussonderungen unter den im Stalag II A Neubrandenburg angekommenen sowjetischen Gefangenen durch. Mindestens 75 Personen wurden in das KZ Sachsenhausen transportiert und dort ermordet.
Insgesamt gab es 35 Kriegsgefangenenbaracken. Im März 1943 war das Lager mit rund 10.400 Kriegsgefangenen belegt, später wuchs aufgrund von Evakuierungen anderer Lager die Zahl auf ca. 15.000.
Befreit wurden die Kriegsgefangenen am 28. April 1945 durch sowjetische Panzerspitzen der 1. Gardepanzerarmee.
Insgesamt durchliefen etwa 70.000 Kriegsgefangene das Lager. Laut Angaben der Gedenkstätte verstarben im Lager ungefähr 6000 sowjetische Kriegsgefangene und etwa 500 Kriegsgefangene der westlichen Alliierten. Letztere erhielten Einzelgräber.

## NKWD-Speziallager Nr.9 Fünfeichen

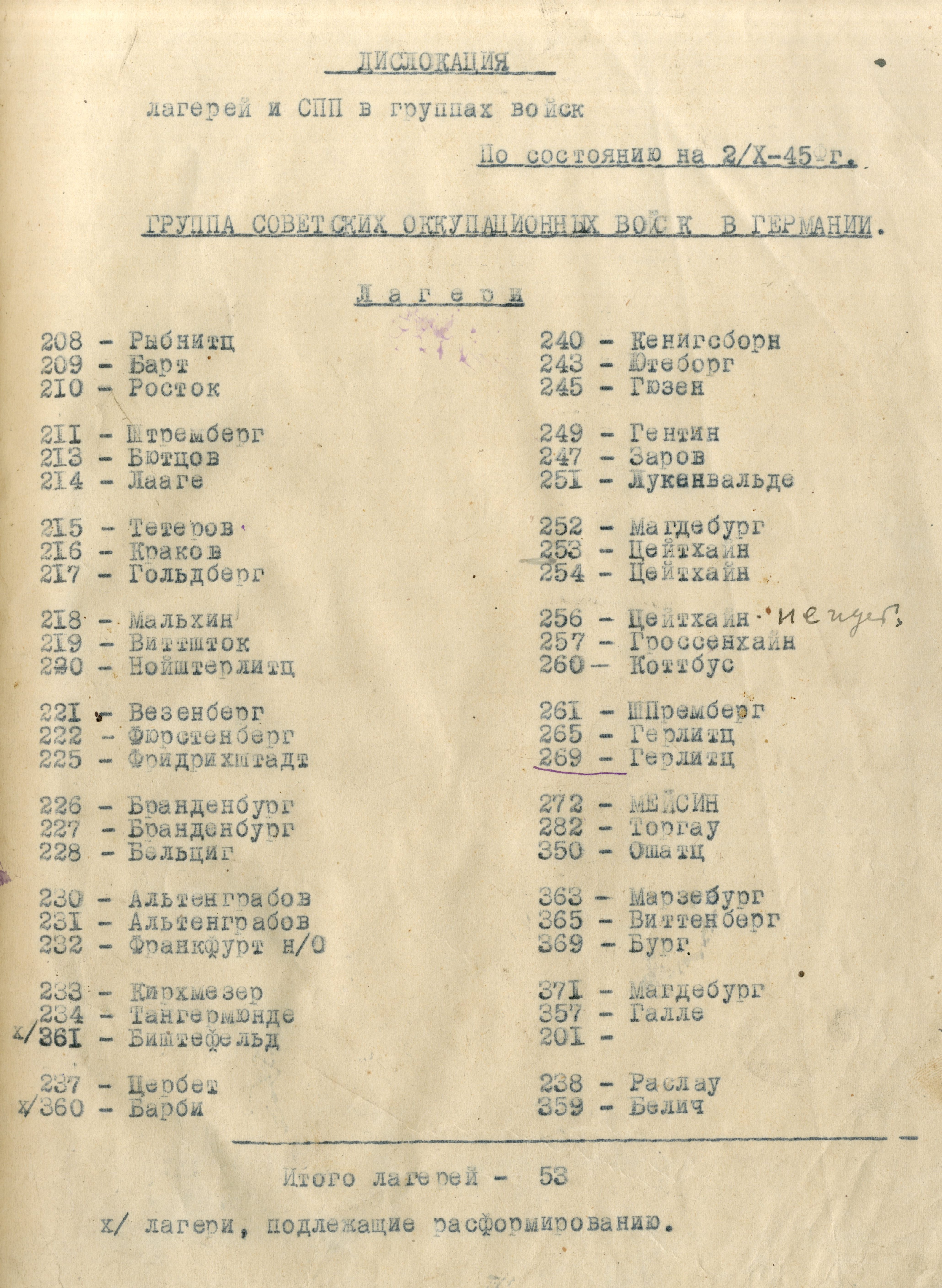
Sowjetisches Repatriierungslager in Mecklenburg (Oktober 1945)

Von 1945 bis 1948 internierte die sowjetische Besatzungsmacht über 15.000 Personen auf dem Gelände, mindestens 4900 von ihnen kamen ums Leben.

## Gedenkstätte
Im April 1992 begann mit der Gründung einer Arbeitsgemeinschaft die Aufarbeitung in Neubrandenburg. Im darauf folgenden Jahr wurde am ehemaligen Lagereingang ein Denkmal errichtet. Im Jahre 1999 wurden 59 Bronzetafeln eingeweiht. Sie tragen die Namen der 5169 deutschen Toten des NKWD-Lagers Fünfeichen. Zum 60. Jahrestag der Schließung des Speziallagers Nr. 9 wurde im April 2008 eine ursprünglich in der Neubrandenburger Marienkirche verwendete Stahlglocke im Eingangsbereich der Gedenkstätte geweiht. Neben dem Mahn- und Gedenkgelände befindet sich heute eine Kaserne der deutschen Bundeswehr.

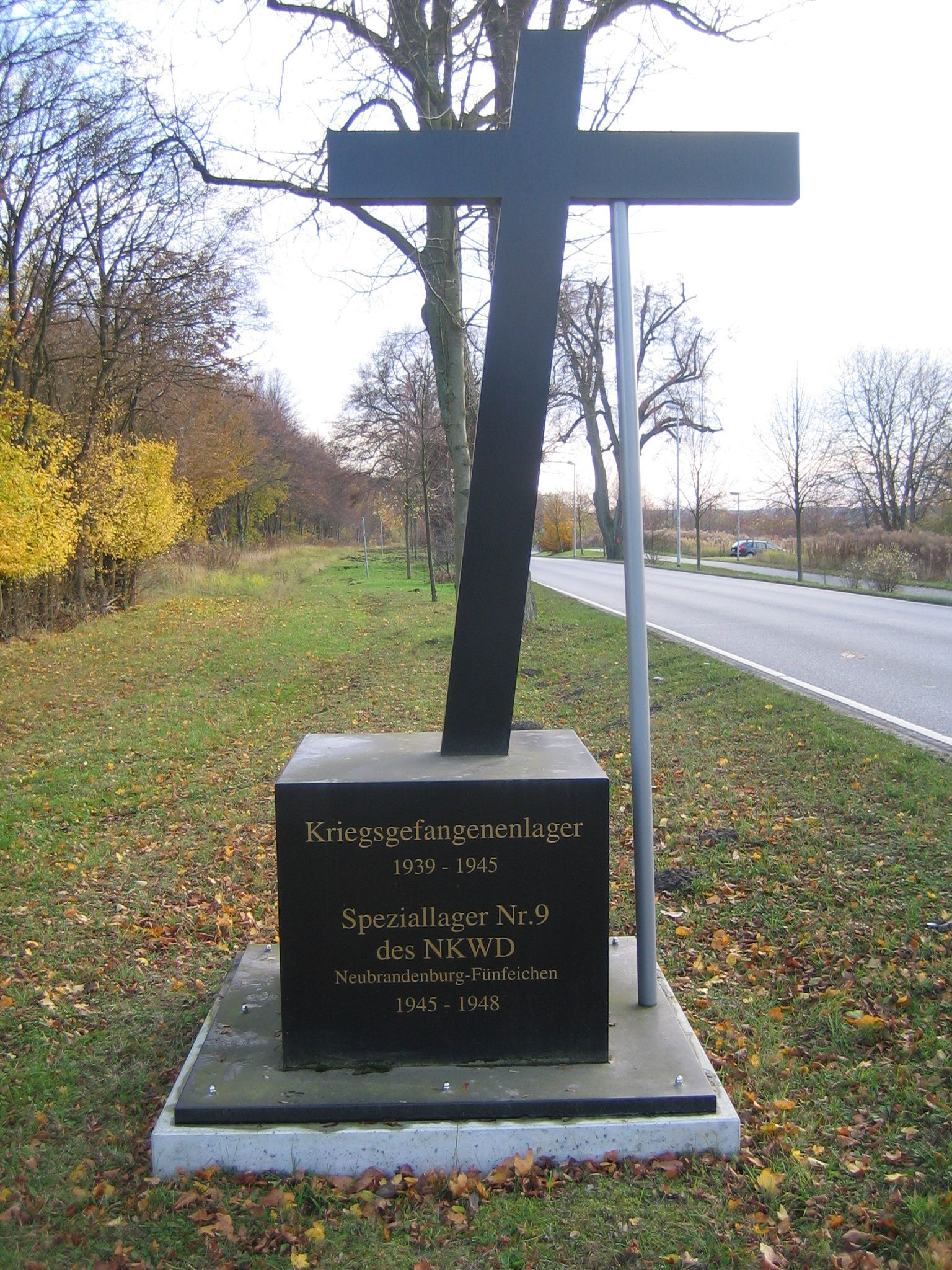
Hinweiskreuz an Zufahrtsstraße
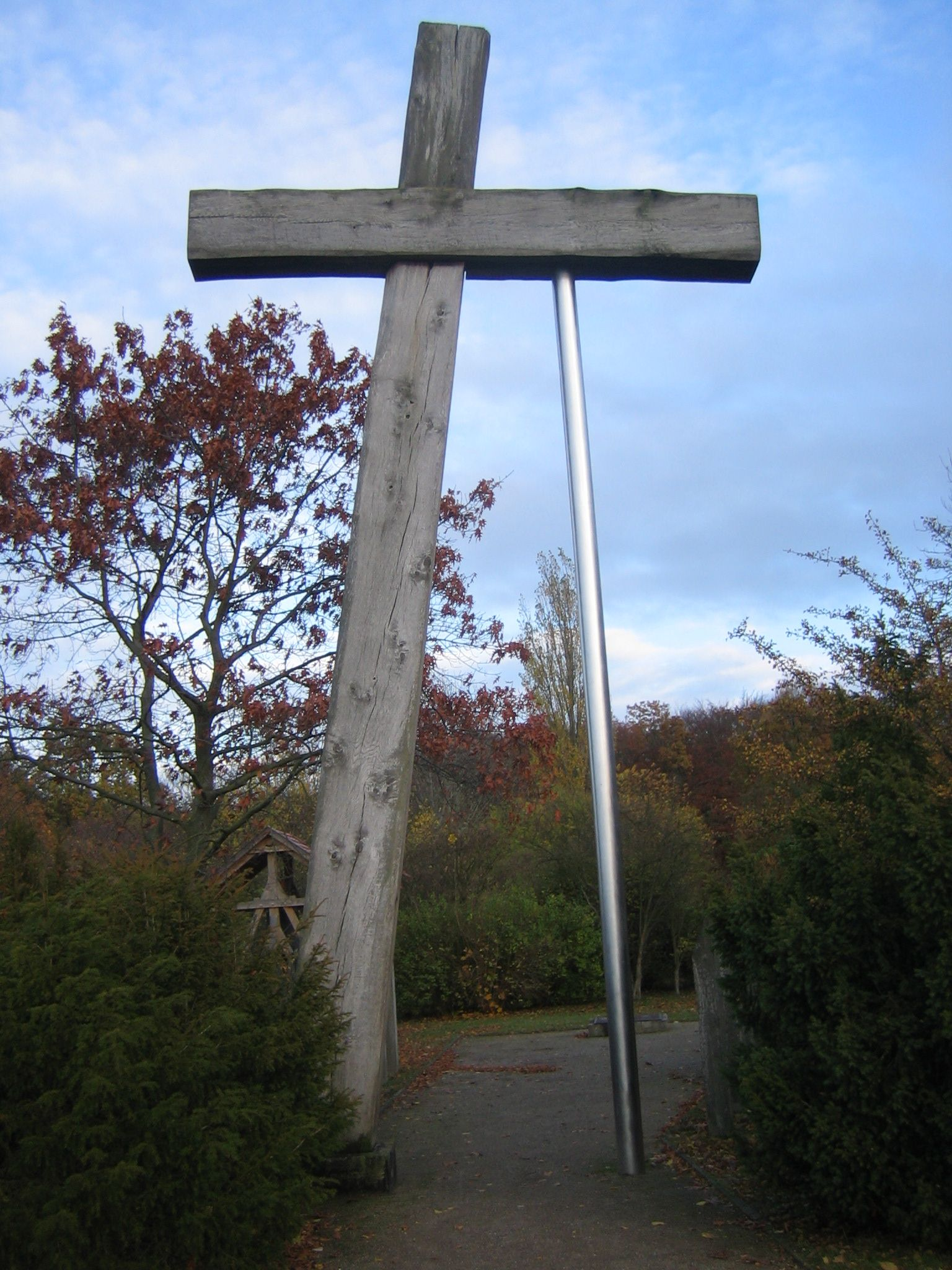
Gestütztes Kreuz am Eingangsbereich
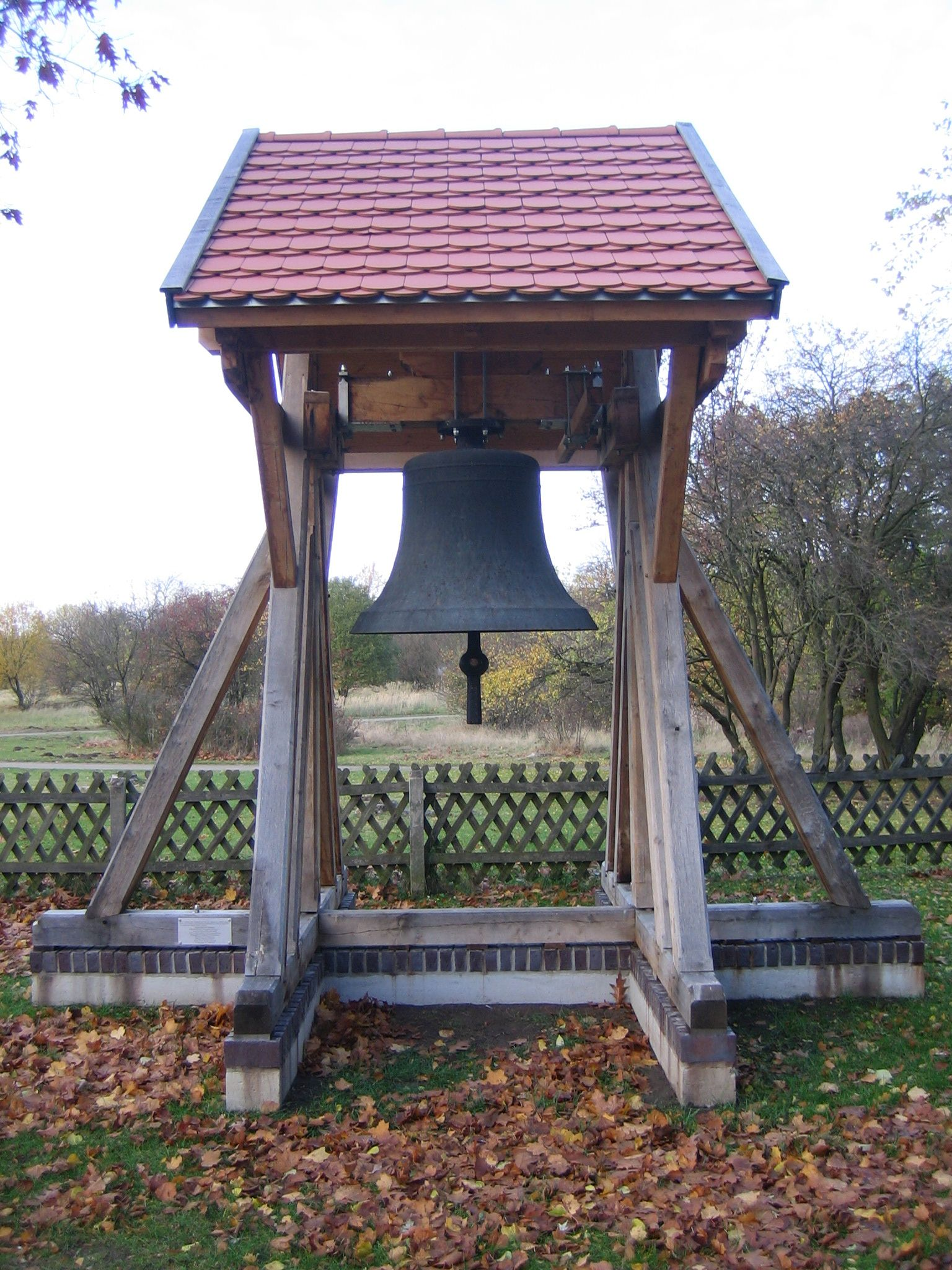
Gedenkglocke
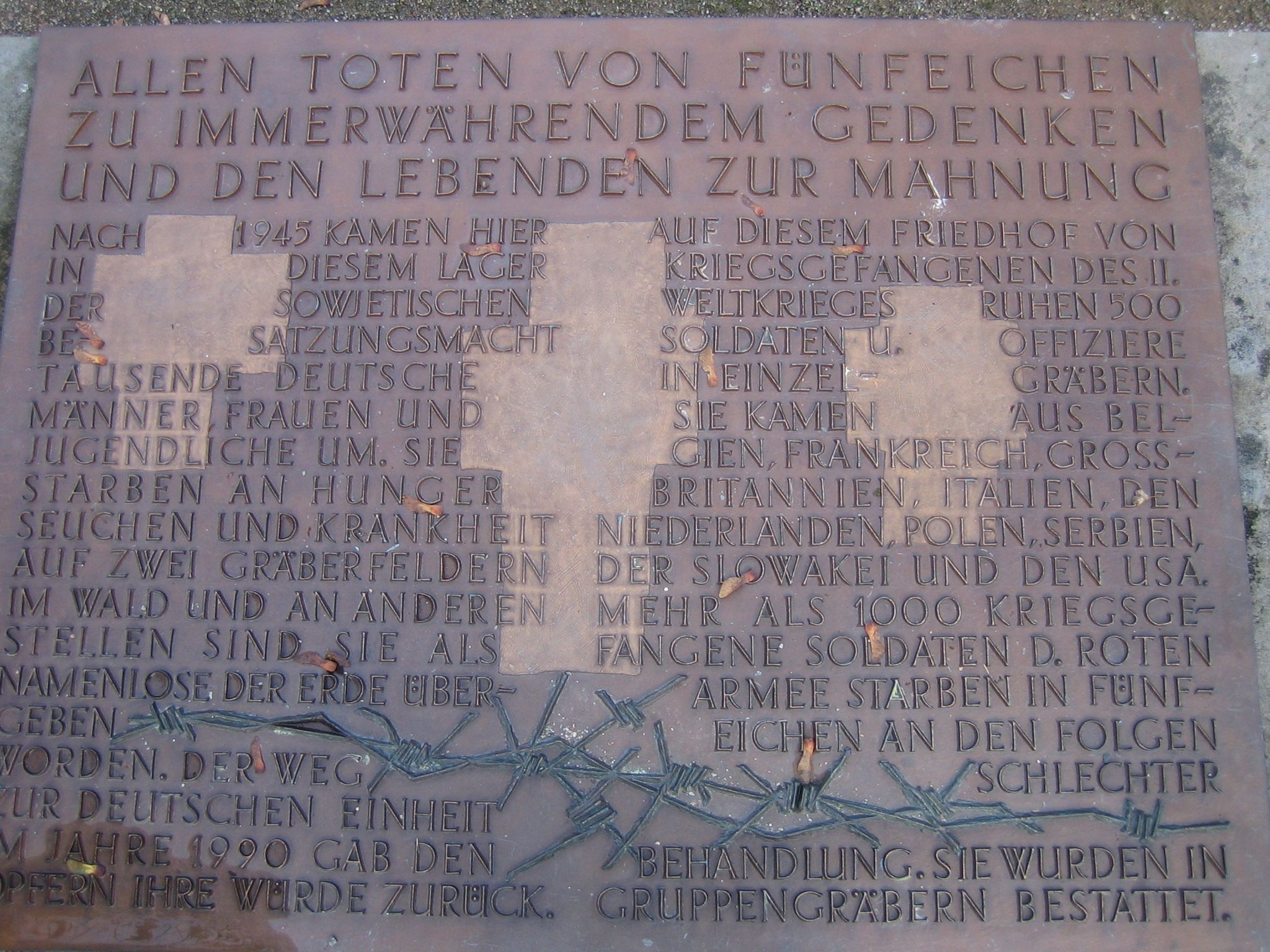
Gedenktafel
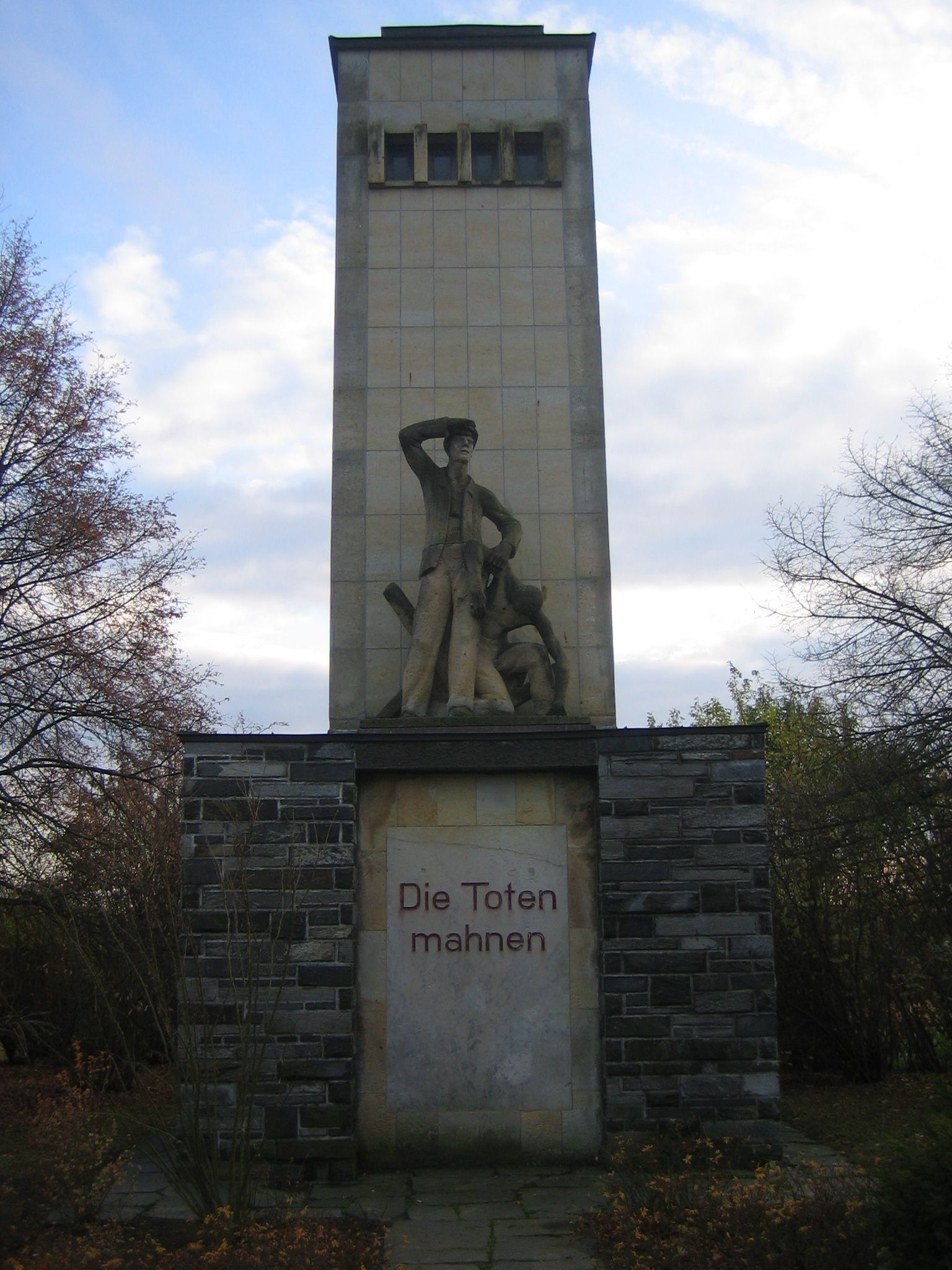
Mahnmal